# Lore Bert
Lore Bert (2 de julio de 1936 (88 años) Giessen, Alemania) es una artista contemporánea, cuyo campo artístico se basa en la utilización del papel, aunque también se caracteriza por emplear maderas y luces de neón (arte de luz), en la cual ha recibido reconocimiento a nivel internacional. Bert diseña sus obras al basarse en ciertas características de "collage" con las cuales crea relieves y plasma el entorno mundial. Utiliza elementos arquitectónicos, poéticos, escrituras filosóficas y hasta números. A menudo utiliza fondos blancos y negros en los cuales representa la geometría y conceptos asociados con el arte concreto y el constructivismo. Los elementos de la lengua también hacen hincapié en su cercanía con el arte conceptual. 

## Vida
Lore Bert nació en Giessen y creció en Darmstadt. Durante el periodo de 1953-1957 estudió en la WCS, la Werkkunschule en Darmstadt y en la Academia de Bellas Artes de Berlín. Fue hasta 1977 que ella pudo exponer sus obras de manera individual. A partir de 1982 a 1984 comenzaron a aparecer colleges, objetos de imagen, transparencias, esculturas hechas con papel del lejano Oriente y entornos hechos de papel. Las primeras obras en las cuales utilizó luces fluorescentes y ambientes con neón aparecieron en 1994. Para el año 2008, existían alrededor de 200 exposiciones presentadas en más de 100 ciudades en aproximadamente 25 países alrededor del mundo. Sus obras se encuentran en numerosos museos y colecciones públicas. La mayoría están documentadas en más de 30 libros monográficos y catálogos. Lore Bert actualmente vive y trabaja en Mainz y Venecia. Su hija es la Mainzer galerista, Dr. Dorothea van der Koelen, que representa a Lore Bert, al mismo tiempo. 

## Arte
De manera significativa, la creación de sus obras siempre fueron basadas en el papel, en especial el papel oriental, ya que se convirtieron en espacios mentales o físicamente perceptibles por el dibujo y collage.
Tanto planos de arquitectura religiosa medieval, vocabulario geométrico sencillo de formas como el círculo, cuadrado, triángulo, octágono, pentágono, trébol de cuatro hojas, números letras y frases de filósofos ( Immanuel Kant, Willard Van Orman Quine, Nelson Goodman) y poetas, fueron las constantes básicas de su trabajo. 
Desde 1996, utiliza papeles orientales como el papiro, para sus objetos de imagen, transparentes y collage. Muchos de estos papeles, por lo general, eran hechas a mano y contienen rastros de su producción y por lo tanto se apoyan también en la cultura de origen; son embajadores de su historia. En una forma poética, Lore Bert, transforma estos papeles para tridimensionales "objetos de imagen" de gran tamaño en el que se gestiona desde innumerables y diminutos papeles, plegado forma una superficie de imagen. 
Además, los números y caracteres que proporcionan los marcos con otras formas y contenidos. Esta simbiosis de la sensualidad con el sentido que le da el artista expresaron sus ideales de belleza y perfección .
Estructuras homogenes en las obras simbolizan el infinito y están disponibles para las leyes generales. En combinación con las formas geométricas, construcciones de la imaginación humana, y los números y letras, se ha sustituido a la naturaleza azarosa de una trascendental.
Los trabajos poéticos y filosóficos, relaciones lógicas, propiedades, relaciones universales y el absoluto en su belleza poética, forman el contenido intelectual de su trabajo. Con su arte Lore Bert habla al espíritu de la estética.

## Algunas publicaciones
- 2012. Europa - Identität in der Differenz. Publicó Chorus, 84 p. ISBN 3931876411, ISBN 9783931876418

- 2009. Dialog der Religionen - Dialog der Kulturen, anlässlich der Ausstellung, in der Gazi Husrev-Begova Medresa in Sarajevo. Con Mustafa Cerić, Michael Schroen, Zijad Ljevakovic. Ilustró Lore Bert. Contribuidor Gazi Husrev-begova medresa. Publicó Chorus-Verlag für Kunst und Wiss. 72 p. ISBN 393187673X, ISBN 9783931876739

- 2008. Die Rationale II. Konstruktive Konkrete Kunst, ed. Marianne Pitzen, Frauenmuseum, Bonn.

- 2007. Licht-Werke, con texto de Andreas Beitin, Chorus Verlag, Mainz ISBN 978-3-931876-71-5

- 2006. Kompositionen, Chorus Verlag, Mainz ISBN 978-3-931876-67-8

- 2003. Hauptwerke, ed. y texto Dorothea van der Koelen, Chorus Verlag, Mainz-München ISBN 978-3-931876-11-1

- 2001. Leuchten im Weiss, ed. Karl Friedrich Baur, con texto de Martin Mäntele, Kulturverein Zehntscheuer, Rottenburg am Neckar.

- 2001. Opus Environments. Werkverzeichnis der raumbezogenen Arbeiten 1984–2001, ed. Dorothea van der Koelen, con texto de diversos autores, Chorus Verlag, Mainz-München ISBN 978-3-931876-17-3

- 2001. Konstruktionen des Geistes, Campus Galerie der BAT, Bayreuth.

- 1992. Orient - Okzident. Bielefelder Kunstverein, Museum Waldhof, 14 de marzo de 1992 - 19 de abril de 1992 ; [anläßlich der Ausstellung Lore Bert "Orient - Okzident"] ilustró Lore Bert. Contribuidores Andreas Beaugrand, Gisela Burkamp. Publicó Bielefelder Kunstverein, 63 p.

- 1988. Dokumente unserer Zeit, v. 6, con texto de Heinz Gappmayr, Eva-Maria Hanebutt-Benz, Galeria Spazio Temporaneo, Mailand y Dorothea van der Koelen Verlag, Mainz ISBN 3-926663-06-5

- 1987. Lore Bert, con texto de Andrzej Pollo, Galeria Kramy Dominikanskie und Galeria Octagon A.P., Krakow.

- 1987. Sinai, con texto de Gisela Burkamp, Kunstverein in der Synagoge, Oerlinghausen.

- 1987. Wendepunkt, con texto de Lore Bert, van der Koelen Verlag, Mainz.

- 1986. Wege – Bahnen, Monochrom-Blatt, N.º 1, con texto de Lore Bert, Galerie Monochrom, Aachen.

- 1985. Bildobjekte, Raumobjekte: anläßlich der Ausstellung, ilustró Lore Bert. Contribuidor Kunstverein (Ludwigshafen) 96 p.

- 1985. Works on Paper, con texto de Bettina Gräfin Pfeil, Galerie Aubes 3935, Montreal.

- 1984. Bilder, Zeichnungen 1983 + 1984, con texto de Dorothea van der Koelen, van der Koelen Verlag, Mainz.

- 1982. Bilder 1980–1982, con texto de Susanne Armbruster y Hanns-Josef Ortheil, van der Koelen Verlag, Mainz und Galerie Götz, Stuttgart.

- 1981. Figürliche Skizzen, con texto de Susanne Armbruster, Galerie Art & Music, Múnich.

- 1980. Zeichnungen 1977–1980, con texto de Hans-Jürgen Imiela, Anderland Verlag, Múnich.